# Sonny, Please
Sonny, Please è un album in studio del sassofonista jazz statunitense Sonny Rollins, pubblicato nel 2006.

## Tracce
Tutte le tracce sono state composte da Sonny Rollins, eccetto dove indicato.

1. Sonny, Please - 7:59
2. Someday I'll Find You (Coward) - 9:53
3. Nishi - 7:52
4. Stairway to the Stars (Malneck, Parish, Signorelli) - 5:14
5. Remembering Tommy - 7:42
6. Serenade (Ballet Les Millions d'Arlequin) (Drigo, Mario) - 8:18
7. Park Palace Parade - 7:29

## Formazione
- Sonny Rollins – sassofono tenore
- Clifton Anderson – trombone
- Bobby Broom – chitarra
- Bob Cranshaw – basso elettrico, basso acustico
- Steve Jordan – batteria
- Kimati Dinizulu – percussioni
- Joe Corsello – batteria